# Garry O'Brian
Garry O'Brian is een Ierse gitarist, hij bespeelt ook de mandocello en keyboard. Nadere biografische gegevens zijn van hem (nog) niet bekend.
Op drie albums heeft hij meegedaan met de band Buttons & Bows opgericht in 1984 door Jackie Daly, Manus McGuire en Seamus McGuire; Garry speelde op mandocello.
Ook hoorde hij vanaf 1995 bij Moving Cloud waar hij op twee albums meespeelde. In 1997 was hij een van de oprichters van At the Racket.
Bij zangeres Pádraigín Ní Uallacháin was hij op vier albums aanwezig met zijn gitaar.
Zijn soloalbum Carolan's Dream kwam uit in 1998.

## Discografie
- Buttons & Bows - 1984
- The First Month of Summer, met Buttons & Bows - 1987
- Grace Notes, met Buttons & Bows - 1991
- A Stór's is A Stóirin met Pádraigín Ní Uallacháin - 1994
- An Dara Craiceann, met Pádraigín Ní Uallacháin - 1995
- Moving Cloud - 1995
- At the Racket - 1997
- Fox Glove, met Moving Cloud - 1998
- Carolan's Dream - 1998
- An Irish Lullaby, met Pádraigín Ní Uallacháin - 1999
- When I Was Young, met Pádraigín Ní Uallacháin en Len Graham
- Rain of Light met Máirtin O'Connor
- Ceolcillna Martra - 2000
- The Road West met Máirtin O'Connor - 2001